# DPV

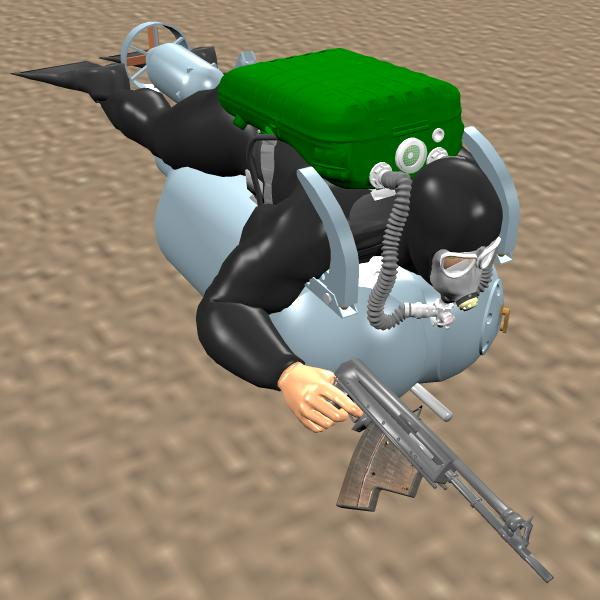
Mergulhador com um rebreather Russo IDA71, montado num Protei 5, portando um Rifle de Assalto Submarino APS Russo

Um Diver Propulsion Vehicle (Veículo de Propulsão para Mergulhado) ou DPV, também conhecido no Brasil como ‘Scooter’ é um dos itens do equipamento de mergulho, usado por mergulhadores autônomos para aumentar sua área de ação enquanto submersos, onde sua resistência física é restrita devido à limitação de disponibilidade de gás para respiração e necessidade de evitar doença descompressiva.
Um DPV geralmente consiste de um motor elétrico, alimentado por bateria, que move uma hélice. Esta máquina deveria ser desenhada para evitar alguns problemas de operação previsíveis:
- Deveria ter flutuabilidade neutra na água.
- O mergulhador não poderia acionar acidentalmente o motor.
- A hélice deveria estar protegida de forma a não ferir o mergulhador, seu equipamento ou a vida marinha.

DPVs são úteis para jornadas longas em profundidade constante onde a navegação é fácil. Em geral mergulhadores de caverna e mergulhadores técnicos usam DPV. A máquina ajuda mover o conjunto de equipamentos que o mergulhador leva consigo, além de otimizar o curto período de tempo submerso devido ao maior tempo de descompressão necessário para mergulhos profundos.
Para muitos mergulhadores recreativos, DPVs podem não são úteis. O controle de flutuabilidade é vital para a segurança do mergulhador e o DPV, potencialmente dificulta o controle, o que pode causar barotraumas devido a subidas e descidas rápidas. Navegação em uma visibilidade menor que 5 metros, usando um DPV, pode ser uma tarefa difícil. Além do mais, muitas formas de vida marinha, pequenas e bem camufladas ou escondidas, só podem ser vistas por mergulhadores que se movem lenta e vigilantemente.

## Tipos de DPVs

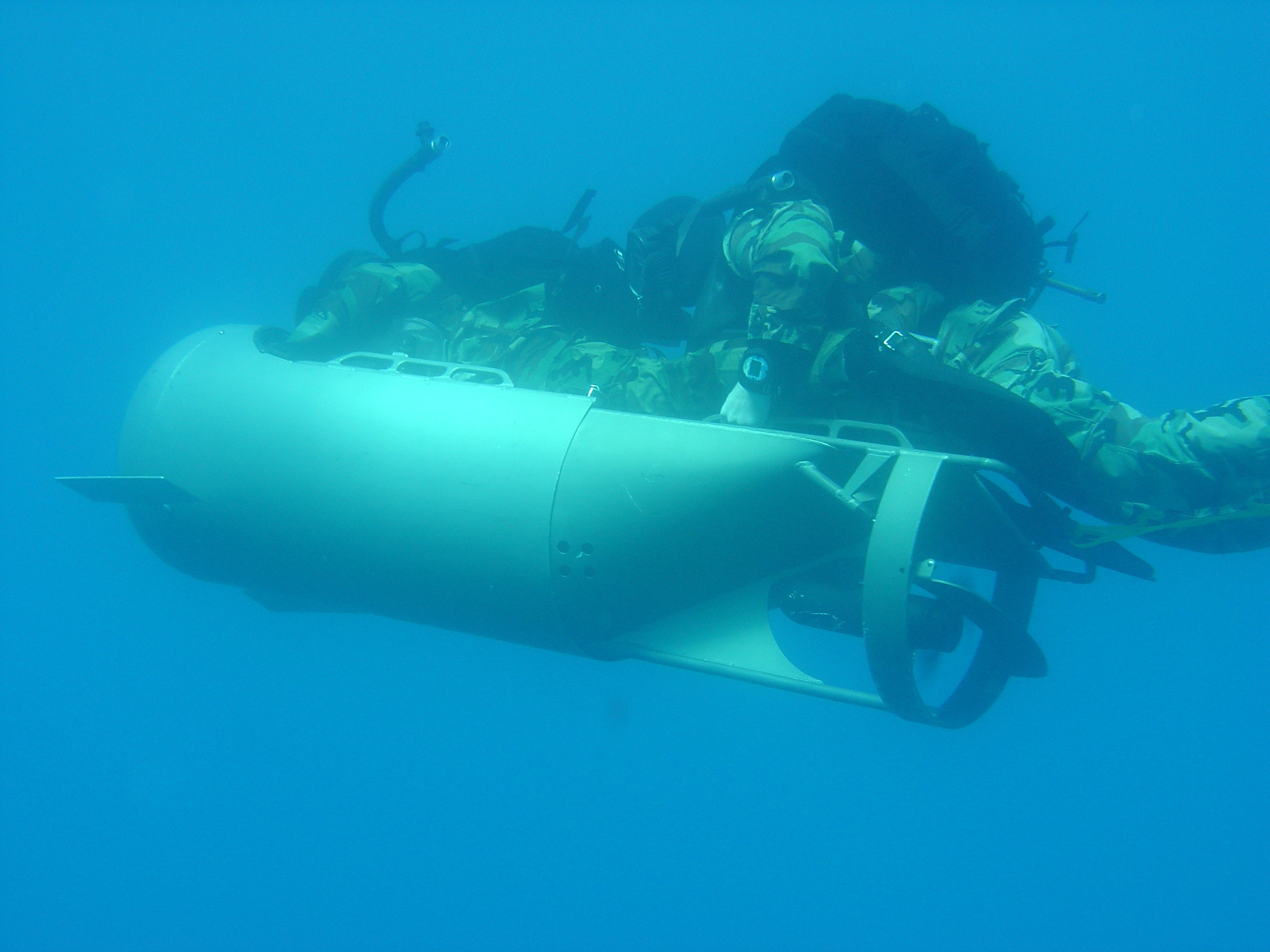
Ilustração.

### Manta-boards
Isto é apenas uma prancha sem motor (normalmente retangular), com duas longas cordas conectas a um barco na superfície que as puxa. O mergulhador segura-se sobre ela e a mantém submersa mantendo o correto ângulo de ataque, como em um aerofólio. Seu nome vem da Raia Manta.

### Diver-tugs, tow-behind, scooters
O Mais comum dos tipos de DPV onde o mergulhador é rebocado por trás do equipamento, segurando em um dos manetes. Este tipo de scooter é eficiente porque o mergulhador movimenta-se alinhado com o equipamento ao invés de montá-lo, o que aumenta o arrasto e afeta a durabilidade da bateria.

### Torpedos tripulados e similares
Estes são equipamentos com forma de torpedo ou peixe um ou dois (normalmente dois) mergulhadores utilizam. Podem ficar ao lado do equipamento ou pode existir uma cavidade sobre o equipamento onde os mergulhadores se abrigam. Um tipo bem conhecido é o torpedo tripulado ou “chariot” que o comando de homens rãs usaram na Segunda Guerra Mundial. Veículos similares foram feitos para mergulhadores de trabalho ou esportivos; como não possuem ogivas, sua proa tende a ser mais pontiaguda para menor arrasto. Um exemplo é o Dolphin que foi feito na Ilha Wight (Reino Unido) nos anos 70.

### Subskimmers
Isto é um tipo de bote inflável que é capaz de inflar-se e desinflar-se. Quando submerso ele sela seu motor e funciona com baterias elétricas. Assim ele se transforma entre bote rápido de superfície e equipamento submerso de movimentação. Alguns exemplos:

- Subskimmer. Este projeto iniciou nos anos 70 por Submarine Products Ltd. na Inglaterra e passou por várias mãos. Existem fotos e mais informação no link. O nome "Subskimmer" é atualmente é uma marca registrada da Alphachamp.

- Infernus. Infernus é menor que o Subskimmer. Seu website infelizmente está somente em sueco. Eles usam a palavra "subskimmer" como uma palavra genérica.

### Miscelâneos
Um dos primeiros DPV’s comercias disponíveis foi o Aquazepp construído por Josef Rupprecht em Munique. O Aquazepps permanece especialmente popular entre mergulhadores técnicos e de cavernas, que apreciam a qualidade e robustez da construção e a flexibilidade na customização do equipamento.
Existem DPV’s onde o mergulhador segura-se de outras formas. Um exemplo é o 'Protei-5 Russian diver-rider' onde o mergulhador prende-se em cima dele.
Existe um DPV chamado Proteus feito na Nova Zelândia, que se prende no cilindro do mergulhador.

## Wet-subs
Como DPV’s estão ficando grandes, eles gradualmente se mesclam aos submarinos. Um wet-sub pode ser classificado com um pequeno submarino onde o assento do piloto esta naturalmente inundado e este deve ‘vestir’ o equipamento.